# Világzsidóság
A „világzsidóság” fogalma antiszemita összeesküvés-elméletet jelöl, mely szerint „a zsidók”, illetve a zsidóság, vagy világuralomra tör, vagy már rendelkezik is vele. Rokon értelemmel bírnak még: zsidó világ-összeesküvés vagy zsidó világuralom, zsidó internacionálé, összjúda, nemzetközi (finánc) zsidóság  és a nemzetközi zsidó. Értelemszerűen olyan kifejezéseket is használnak ma, mint cionisták által elfoglalt kormány, cionista népirtási központ, Izrael lobby és (USA) Keleti part és hasonlók.
Már a középkori zsidóellenesség hordozott legendákat a zsidók titkos világuralmi törekvéseiről és ez az újkori antiszemitizmusban rasszista módon kiéleződött. A nemzetiszocializmus számára a világzsidóság („Weltjudentum”) az elsődleges ellenség a világban (Weltfeind), melyet az árja uralkodó fajnak saját túlélése érdekében meg kell semmisítenie. Ezzel igazolták 1941-től kezdődően a nemzetiszocialisták megsemmisítő háborújukat a Szovjetunió ellen és a holokausztot.

## Középkori előfutárok
1150 körül Thomas von Monmouth, angol szerzetes életre hívta az első középkori rituális gyilkosság legendát: Azt állította, hogy egy norwichi gyermek, William – akit holtan találtak, s akit megvásároltak a keresztényektől és nagypénteken megkínoztak, keresztre feszítettek, majd megpróbálták titokban eltemetni – zsidók áldozata volt, bűnük lelepleződött az áldozatuk által végbevitt csodák révén. Emellett azt állította, hogy megtért zsidó mesélt neki egy évenkénti titkos találkozóról, amelyen Spanyolországból való rabbik és más vezető zsidók Narbonne-ban találkoztak. Állítása szerint ezeken a találkozókon kisorsolják a következő évi rituális gyilkosság áldozatát a keresztények közül, „mivel nincs módjuk emberi vér nélkül sem szabaddá válniuk, sem valamikor majd atyáik szent földjére visszatérniük.” Erről az összeesküvési tézisről Thomas von Cantimpré (aki 1201-től 1270 vagy 1272-ig élt) is tudósít. Ez arra szolgált, hogy bizonygassa a korábbi, zsidóellenes pogromokat, megalapozza a Norwichban létező vértanú-kultuszt, hogy így oda keresztény zarándokok jöjjenek, ami bevételt jelentett.
A pestisjárvány (1347–1353) idején spanyol és francia röplapokon a sokszor gettókban koncentrált, európai zsidó közösségeknek a rovására írtak titokban – a keresztények kiirtása céljával – végzett kútmérgezéseket. Ezzel egész Európában kiváltottak egy súlyos, a zsidó áldozatok százezreinek halálával járó pogromhullámot.
Az összes keresztény ellen titokban összebeszélő, befolyásos zsidóknak ez a judaizmusellenes motívuma a világzsidóságról szóló összeesküvési elmélet történelmi gyökerének számít.

## Újkori antiszemitizmus

### Franciaország
A francia forradalom (1789) következményeként a hatalmuktól megfosztott társadalmi rétegek, mindenekelőtt a Bourbonok és a katolikus rendi állam restaurálásának hívei egész sor összeesküvés-elméletet hívtak életre. A jezsuita Augustin Barruel 1797-ről azt állította, hogy a szabadkőművesek összeesküvése a kereszténység ellen, amit a felvilágosodással és a jakobinusokkal egy sorban lévőnek tekintett.
1791-ben a francia zsidók elnyerték a teljes állampolgárságot. Emiatt aztán ők a forradalom lehetséges kieszelőinek számítottak ennek ellenfelei szemében. Ez a szemlélet csak megerősödött, amikor Napóleon kiállt a vallásszabadság és a zsidóság szervezkedési szabadsága mellett valamennyi a Franciaország által megszállt területre nézve és 1806. augusztus 23-án ehhez egy új zsidó Felső Tanács (Sanhedrin) gyűlését összehívta.
Még ugyanebben az évben megjelent az úgynevezett Simonini-levél, amelynek szerzője azt állította, ő zsidó származású olasz tisztként pénzéhes zsidóknak európai keresztények elleni intrikáiról hallott. Barruel megértette a szövetséget a zsidók, a jakobinusok és a szabadkőművesek meg illuminátus rend között, melynek célja, hogy Franciaországból kiindulva a keresztényeket kiirtsák és zsidó világuralmat építsenek fel. Hasonló tézist képviselt akkoriban Louis-Gabriel-Ambroise de Bonald is a Sur les juifs (A zsidókról) című cikkében. Ezek a tézisek megmaradtak annak ellenére, hogy a legtöbb szabadkőműves páholy a zsidókat kizárta és a zsidó-ellenes illuminátusok rendjét 1784-ben betiltották, így ezek feloszlottak.
1846-ban Alphonse Toussenel Párizsban megjelentette a Les Juifs, rois de l'epoque („Zsidók, a korszakok királyai”) tanítását, amit hamarosan sok nyelvre lefordítottak. 1869-ben, Párizsban Roger Gougenot des Mousseaux tollából megjelent a Le juif, le judaïsme et la judaisation des peuples chrétiens („A zsidók, a judaizmus és a keresztény népek judaizálása”) című pamflet, amely tekintettel az 1840-es Damaszkusz afférra a zsidóellenes rituális gyilkosság legendát propagálta. IX. Piusz pápa a szerzőt könyvéért magas egyházi kitüntetéssel jutalmazta. Több új kiadást megért a könyv, további antiszemita pamfletek előfutáraként szolgált, mint például August Rohling bestsellere A Talmud-zsidó (1871-ben) és Albert Monniot műve, Le crime rituel chez les juifs (A zsidók közötti rituális bűn) (Párizs, 1914), amit Alfred Rosenberg németre fordított le (Der Jude, das Judentum und die Verjudung der christlichen Völker / A zsidó, a zsidóság és a keresztény népek elzsidósítása /).
1878-ban a Le Contemporain antiszemita újság lehozta az 1806-ból származó, állítólag Barrueltől kapott levelet. Ebben az áll, hogy olasz tiszt figyelmeztette őt zsidók összeesküvésére, akik szerinte ellenőrzik az illuminátusokat. Barruel erre a zsidók összeesküvéséről szóló, már kész, ötödik könyvét nem jelentette meg, hogy nehogy pogromokat váltson ki. Ezzel kívánta az összeesküvés-elméletében a zsidók hiányát plauzibilissé tenni és Simonini levelének utólag több elismerést szerezni.
Édouard Drumont 1880-ban megalkotta a La France juive (Zsidó Franciaország) művét, egyben a modern antiszemitizmus gyakran kiadott alapművét.

### Olaszország
1775-ben jelent meg VI. Piusz pápa Rendelkezés a zsidókról című apostoli rendelkezése, amely valamennyi zsidóellenes középkori törvényt összefoglalt és a Rómában, az egyházi állam gettójában élő zsidók számára megerősítette őket. 1797-ben ezeket a zsidó törvényeket Róma francia csapatok általi megszállása következményeként felfüggesztették. Erre a Vatikán teológusai apró lépésekben lecserélték a pápa zsidókat védő kötelezettségét azzal a feltételezéssel, hogy a keresztényeket kell védeni az állítólag növekvő és rontó zsidó befolyás ellen, és el kell hárítani a zsidó emancipációt.
1814-ben VII. Piusz pápa, akit Napóleon foglyul ejtett, visszatért Franciaországból a Vatikánba. Ott Giuseppe Antonio Sala, konzervatív katolikus, később kardinális átadott neki egy reformtervezetet, amely az olasz zsidók jog előtti egyenlőségét ismét felfüggeszti. Ezt a zsidók állítólagos hatalmi törekvéseivel indokolta: amennyiben a számukra kedvező európai szekularizációt arra használták ki, hogy a felvilágosodás szelleme és az ettől „megfertőzött” uralkodók védelmében „levessék jármukat” és „tévhitüket gyakorolják”. „Fáradhatatlan csalás és megtévesztés alanyaiként” birodalmuk Júdea visszaállítására törekednek és templomuk újbóli felépítésére, hogy Jézusnak a templom elpusztításáról szóló jövendölését meghazudtolják, megfosszák hatalmától a kereszténységet és az egyházi tulajdonokat elvegyék. A pápának legalább a saját uralkodása területén muszáj ezt megakadályoznia.
Sala cikke előbb következményekkel nem járt. 1825 szeptemberében azonban Francesco Ferdinando Jalabot, a dominikánus rend későbbi mestere az 1823-ban újból életre hívott lapban, a Giornale ecclisiastico di Romában az olaszországi zsidók újbóli gettósítását és valamennyi korábbi zsidó törvény következetes alkalmazását, hogy a zsidókat a kereszténységbe való konvertálásra bírják rá. Szerinte csak ezt követően vehetők fel a keresztény társadalom egyenjogú tagjainak sorába. Közös, rossz tulajdonságaik állandóan a keresztények elleni bűnözést és nyugtalanságot idézték elő bennük. Elnyomatottságuk szükséges következménye annak az átoknak, amelyet Krisztus megölésével magukra hoztak. Különben romlott népi karakterük miatt a keresztényeket késlekedés nélkül elnyomnák. XII. Leó pápa nemhogy nem utasította vissza ezt a pamfletet, de az is lehetséges, hogy maga adott (még kardinálisként) erre megbízást.
1890-től kezdődően csaknem valamennyi olasz katolikus újság, köztük a vatikáni L’Osservatore Romano is kampányszerűen propagálta az állítólagos zsidó kultúra- és világuralmat. La Civiltà Cattolica, jezsuita lap 1890-ben cikksorozatot bocsátott ki a „zsidókérdésről” és ezt a keresztény világ „túlélésének kérdésévé” nyilvánította. A zsidók szerinte egymással szoros együttműködésben a keresztények kizsákmányolói, alig van ellenszere az ő „cselvető természetüknek és túlzott hatalmuknak”. Egyaránt hibás vagyonuk elkobzása és száműzésük: mértéktartó törvényeknek kellene őket a feltartózhatatlan felemelkedésükben megfékezniük és „a népek bosszújától” megvédeniük.
1894-ben valamennyi katolikus olaszországi lap Alfred Dreyfus ügyében, a zsidó tiszt ellen foglalt állást és annak állítólagos felségárulását az összeesküvés-elméletnek megfelelően értelmezték: Az emancipáció volt az, ami a zsidókat mindenütt hatalomhoz és befolyáshoz segítette, ezt ők a szabadkőművesekkel és a korai szocialistákkal szövetkezve minden területen kihasználják. Csak akkor kezdték ezek a lapok belső francia ügynek tekinteni a Dreyfus-ügyet, amikor 1898-ban megjelentek az per újrafelvételének első jelei. XIII. Leó pápa 1899-ben figyelmeztetett, be kell fejezni az ügyet végre.

### Németország (1933-ig)
Ludwig Greinemann domonkos-rendi szerzetes volt az első, aki a zsidókat és szabadkőműveseket kapcsolatba hozta, amennyiben 1778-ban, Aachenben tartott prédikációjában az állította, hogy Quintus Pontius Pilatus, Heródes Antipász és Iskarióti Júdás valamennyien szabadkőműves páholytagok voltak, amely titokban Jézus megölését tervezte.
Német nemzetiszocialisták elutasították a zsidók egyenjogúsítását és ebben eddig létező privilégiumok fenyegetőjét látták benne. Így például Hartwig von Hundt-Radowsky, Friedrich Rühs és mások már 1812-óta óva intettek egy küszöbön álló zsidó világuralomtól, az egykori elnyomott, most azonban állítólag dédelgetett zsidó kisebbség hatalmától a keresztény, különösen azonban a „germán” világ felett. Wilhelm Marr is tárgyalta ezt a motívumot 1879-ben és pesszimistán „a zsidóságnak a németség feletti győzelméről beszélt”, miközben a zsidókat már sajátos rassznak tekintette.
A zsidó világuralommal kapcsolatos meggyőződést képviselték a felvilágosult, liberális polgárság tagjai is, például Eduard Hartmann filozófus. A zsidóság jelene és jövője (Das Judentum in Gegenwart und Zukunft) (1885) című könyvében elhatárolódott az antiszemitizmustól, mint Heinrich von Treitschke is és megpróbált egy közbenső pozíciót elfoglalni. Mégis olyan „befogadó népekről” beszélt, amelyek beengedték soraikba a zsidókat, és számukra az emberi jogokat is garantálták. Hálából a zsidók nem asszimilálódtak teljes mértékben, hanem ragaszkodtak vallási-nemzeti különállásukhoz, ami létrehívta az antiszemitizmust. Messiás- hitükben, nemzetközi közösségük érzésében és szervezeteikben uralkodásra törekvést látott:

„Így a zsidóság nemzetközi szabadkőművességet képez, mely a vallásban ideológiai tartalmat kap, etnológiai típusában a maga felismerhető jegyeit hordozza és az univerzális izraeli szövetségben és ennek tőkéjében egy nemzetközi szervezet kristályosodási pontját birtokolja.”

Szerinte ezek a szervezetek „az első, embrionális megjelenései egy későbbi zsidó világuralom központi kormányának” és egyben „sajnálatos akadálya a zsidók gyorsabb zsidótlanodásának”. Tehát amennyiben a zsidóság szilárdan megmarad a saját identitása mellett, akkor ez tulajdonképp a „német nép becsapása a zsidó emancipáció követelése és elfogadása révén”.

### Oroszország
1903-ban jelentek meg először a Cion bölcseinek jegyzőkönyvei oroszul, röplapokon, hogy ezek a népet zsidók elleni pogromokra tüzeljék fel. 1905-ben Szergej Alekszandrovics Nilus könyvei mellékleteként adta ki ezeket. A cári titkosszolgálat, az Ohrana szövegezte meg őket, és összefoglalta az antiszemitista motívumokat bennük. Korábbi orosz és francia előfutáraihoz kapcsolódva ez a pamflet összefüggést állapít meg a szocializmus illetve bolsevizmus, kapitalizmus, szabadkőművesség és cionizmus között. Visszavezette az újkori forradalmakat, háborúkat és más negatív eseményeket egy állítólag titkos zsidó elitre, ami a zsidók világuralmát szándékozná megvalósítani valamennyi más nép kárára. Ezzel megszületett a zsidó bolsevizmus feltételezése is.
1920-ban jelentette meg Ludwig Müller von Hausen (1851–1926), radikális jobboldali publicista a jegyzőkönyveket német nyelvre lefordítva. Ez befolyást gyakorolt a NSDAP-ra: Gottfried Feder és Adolf Hitler írásaikban a jegyzőkönyveket bizonyítékként használták fel zsidó világ-összeesküvés létének igazolására, Alfred Rosenberg az állította, a jegyzőkönyvek valódiak. 1933-tól a nemzetiszocialisták a jegyzőkönyveket tovább használták, mint „halálos mobilizáló és manipuláló eszközt”.

## Nemzetiszocializmus
Adolf Hitler a Mein Kampf (1925/26) című könyvében a „világzsidóságot” illetve „a zsidókat” az „északi rassz” „ellen rasszaként” definiálja, ami mindenekelőtt a német nemzetet a vérében fertőzi meg és a vele járó „a rasszra káros szétesés” a következménye, kívülről pedig ideologizáló, heccelő propagandával és gazdasági hatalmával törekszik szétromolására, hogy így minden eszközzel elérje a világuralmat. Hitler biológiai metaforával él eközben, mely szerint a zsidók „parazitákként más nemzetek testén” mint bacilusok és vérszopók „a megfertőzött népet a halálba vinnék”. Mindezek a motívumok már a kora újkortól elterjedtek a korai antiszemitizmusban.
Az ideológia területén a világzsidóság képviselőit Hitler mindenekelőtt a marxizmusban és „bolsevizmusban” látta. Zsidók és kommunisták a gondolkodásában egyesültek az általános ellenség képében, a „zsidó bolsevizmusban”. Ennek az internacionalizmusra, a munkásosztály nemzetközi összefogására való törekvése szükségszerűen vezetne véleménye szerint a nacionalizmus és a rasszok megsemmisülésére. Ennek a fenyegetésnek a variánsait és hajtásait látta a pacifizmusban, a szabadkőművességben, az „angol-amerikai plutokráciában” (ezen a kapitalizmust értette) és a politizáló kereszténységben.
1933-tól a nemzetiszocialista uralom kezdetétől ezt az összefoglaló ellenségképet a nemzetiszocialista propaganda állandóan terjesztette és tovább fejlesztette. Ehhez egy áltudományt kreáltak. Így aztán számos írásmű jelent meg a témában, közöttük:
- Wilhelm Dlugosch: Der Jude - sachlich gesehen Weltjudentum, Weltfreimaurerei. (A zsidó – tárgyilagosan szemlélve a világzsidóság, szabadkőművesség) 1935
- Walter Wache: Judenfibel. Was jeder vom Weltjudentum wissen muß! (Káté a zsidókról. Amit mindenkinek tudnia kell a világzsidóságról) 1936
- Dieter Schwarz: Das Weltjudentum Organisation, Macht u. Politik. (A világzsidóság – szervezet, hatalom és politika) 1939; 1944
- Heinrich Hest: Palästina: Judenstaat? England als Handlanger des Weltjudentums. (Palesztina, mint zsidó állam? Anglia, mint a világzsidóság segítője) 1939
- Jens Lornsen: Britannien, Hinterland des Weltjudentums. (Britannia. A világzsidóság hátországa) 1940

Hermann Erich Seifert: Der jüdische Kampf um Palästina. England als Handlanger des Weltjudentums. (A zsidók küzdelme Palesztináért. Anglia, mint a világzsidóság segítője) 1943
- Eugen Fischer: Das antike Weltjudentum. Tatsache, Texte, Bilder. (Az antik idők világzsidósága. Tények, szövegek, képek.) 1943

A nemzetiszocialista rezsim a háborús készülődés kontextusában felerősítette antiszemita propagandáját. 1939. január 11-én és 13-án a német rádióadó kétrészes adást sugározott, a műsor készítője Walter Frank nemzetiszocialista történész volt, témája a német tudomány harca a világzsidóság ellen. A szerző kihangsúlyozta, hogy a „zsidókérdés” kutatása kizárólag a nemzeti és a globális történelem kontextusában végezhető:

„ A zsidóság egyik nagy, negatív oldala a világtörténelemnek, csak úgy képzelhető el mint parazita. Amilyen kevéssé érthető Iskarióti Júdás – a maga harminc ezüstjével és a kötéllel, amire végül felkötötte magát – az úr nélkül, akinek közösségét gúnyos mosollyal elárulta és akit mégis utolsó órájáig kísér az úr arca, ugyanolyan kevéssé érthető a történelemnek az az árnyoldala, mely magát zsidóságnak nevezi, anélkül, hogy besorolnánk ezt egy történelmi folyamat egészébe, amelyben isten és a sátán, teremtés és pusztulás állandó küzdelemben állnak.”

1939. január 19-én megjelent Herbert Hagen, az SS birodalmi vezetőjének biztonsági szolgálata munkatársának Oldenburgban megtartott előadása nyomtatásban, amit magas rangú SS vezetők gyűlésén mondott el. Ennek címe: A nemzetközi zsidóság. A szerző ebben kifejtette, ha „van problémája a világnak, akkor az a zsidókérdés”. Szerinte a nyugati demokráciák nem szándékoznak ezt a problémát megoldani, mert ezek politikáját zsidók irányítják és azok nem hagyják el ezeket az országokat, hanem Palesztinát csak egyfajta „zsidó Vatikánként” akarják használni. Majd felsorolt számos zsidó szervezetet, amelynek kapcsolatrendszerén keresztül a zsidók állítólag a befogadó ország gazdaságát és politikáját uralják. Ezek centrumát is megnevezte: a Zsidó világkongresszus, a Cionista világszervezet és B’nai B’rith. Vezetőjükként Háim Weizmannt jelölte meg és többször idézett az ő esszéiből és beszédeiből, melyek 1937-ben Tel-Avivban jelentek meg Ebből arra következtetett, hogy a világzsidóság az európai hajtásaival együtt a jövő háborúiban az elsősorban leküzdendő ellenfél.
Az antiszemita tőrdöfés legenda szerint – amit Hitler sok német nemzetiszocialistával együtt 1919 óta kigondolt – zsidók okozták az első világháborút, Németország vereségét és az Októberi forradalmat. Hitler 1939. január 30-án a Reichstagban tartott beszédet hatalomátvételének első évfordulóján, ebben azzal fenyegetett, hogy egy újabb világháború esetében „Európában kiirtjuk a zsidó rasszt”. Az 1939-es a lengyel hadjárattal és a Szovjetunió megtámadásával aztán önmaga váltotta ki ezt a világháborút.
Politikai végrendeletének utolsó mondatával Hitler 1945. április 29-én, röviddel öngyilkossága előtt még egyszer megkövetelte a németektől a „kíméletlen ellenállást a világ népeinek megmérgezőjével, a nemzetközi zsidósággal szemben.”

## Fordítás
- Ez a szócikk részben vagy egészben  a   Weltjudentum című német Wikipédia-szócikk ezen változatának fordításán alapul.  Az eredeti cikk szerkesztőit annak laptörténete sorolja fel. Ez a jelzés csupán a megfogalmazás eredetét és a szerzői jogokat jelzi, nem szolgál a cikkben szereplő információk forrásmegjelöléseként.